# زیر باران
زیر باران فیلمی به کارگردانی  و نویسندگی سیف‌الله داد محصول سال ۱۳۶۳ است.

## بازیگران
- نسرین پاک خو
- مهری مهرنیا
- خسرو شایسته
- حسن خانی‌بیگ
- امیر برغشی
- مجید گلپایگانی
- طباطبایی
- آتش تقی‌پور
- بهروز بهادری
- عباس نوروزی
- جلال اسماعیل‌زاده
- حسن کریمیان
- بابک والی
- عبدالله اسفندیاری
- عباس احمدی
- حسن وجدان‌خوش
- هوشنگ فردوس
- بهروز افخمی
- یوسف سیدمهدوی
- حرمت نظری
- محمد ضیایی
- حسین خانی‌بیگ